# Kłudzice
Kłudzice [pronunciación en polaco: /kwuˈd͡ʑit͡sɛ/] es un pueblo ubicado en el distrito administrativo de Gmina Sulejów, dentro del condado de Piotrków, voivodato de Łódź, en el centro de Polonia. Se encuentra a unos 8 kilómetros al oeste de Sulejów, 9 kilómetros al sureste de Piotrków Trybunalski, y a 53 kilómetros al sureste de la capital regional Łódź.